# Петровка (Есильский район)
Петровка (каз. Петровка) — село в Есильском районе Северо-Казахстанской области Казахстана. Административный центр Петровского сельского округа.

## География
Находится севернее реки Ишим, примерно в 13 км к западу-юго-западу (WSW) от села Явленка, административного центра района, на высоте 110 метров над уровнем моря. Код КАТО — 594253100.

## История
Село Петровское основано в 1891 г. на участке Плоский. В 1903 г. выстроена церковь. В 1904 г. открыта школа.
В окрестностях села находятся памятники археологии: курганы раннего железного века «Петровка I», «Петровка ІІ», «Петровка IІI», могильник «Сухая Ляга», поселения эпохи бронзы «Петровка IV».
В селе функционирует средняя и начальная школа, мини-центр для детей дошкольного возраста, аграрно-технический колледж по трем специальностям, фельдшерско-акушерский пункт, аптека, 5 магазинов, ледовый корт "Тiлеп".

## Население
В 1999 году численность населения села составляла 1451 человек (726 мужчин и 725 женщин). По данным переписи 2009 года, в селе проживало 1281 человек (638 мужчин и 643 женщины).